# Taika Waititi
Taika David Cohen, bolj znan pod imenom Taika Waititi, novozelandski filmski režiser, producent, scenarist, igralec in komik, * 16. avgust 1972 Wellington, Nova Zelandija.
Znan je po režiji nenavadnih komedij, svojo kariero pa je razširil kot glasovni igralec in producent pri številnih projektih. Prejel je številna priznanja, vključno z oskarjem, nagrado BAFTA in nagrado grammy. Revija Time ga je leta 2022 uvrstila med 100 najvplivnejših ljudi na svetu.
Njegova celovečerca Deček (2010) in Lov na divjaka (2016) sta bila najuspešnejša novozelandska filma. Waititijev kratki film Two Cars, One Night iz leta 2003 mu je prinesel nominacijo za oskarja za najboljši kratki igrani film. Z Jemaine Clement je bil koscenarist, sorežiral in igral je v komični grozljivki Kaj počnemo v mraku (2014), ki je bila leta 2019 prirejena v istoimensko televizijsko serijo. Serija je bila nominirana za nagrado Primetime Emmy za izjemno humoristično serijo.
Med njegovimi režiserskimi podvigi sta superjunaška filma Thor: Ragnarok (2017) in Thor: Ljubezen in grom (2022) ter črna komedija Zajec Jojo (2019), pri slednji je tudi napisal scenarij in v njej igral glavno vlogo kot namišljena različica Adolfa Hitlerja. Zajec Jojo je prejel šest nominacij za oskarja in osvojil nagrado za najboljši prirejeni scenarij. Waititi si je prislužil tudi nagrado grammy za produkcijo zvočne podlage za film.
Na televiziji je Waititi soustvaril in produciral komično dramsko serijo Psi iz rezervata ter režiral, produciral in igral v komediji Naša zastava pomeni smrt. Poleg tega, da je režiral epizodo serije The Mandalorian, je posodil glas liku IG-11, za katerega je bil nominiran za nagrado Primetime Emmy za izjemno glasovno izvedbo lika.
Njegova žena je Rita Ora.